# Bartków (powiat oleśnicki)
Bartków (niem. Bartkerey) – wieś w Polsce położona w województwie dolnośląskim, w powiecie oleśnickim, w gminie Dobroszyce.

## Podział administracyjny
W latach 1975–1998 miejscowość należała administracyjnie do województwa wrocławskiego.

## Wcześniejsza nazwa
W okresie hitlerowskiego reżimu w latach 1935–1945 miejscowość nosiła nazwę Buchenwalde.